# Rocznik Sopocki
Rocznik Sopocki – rocznik ukazujący się od 1976 roku w Sopocie. Wydawcą jest Towarzystwo Przyjaciół Sopotu - od numeru 33/34 (2022/2023) wspólnie z Muzeum Sopotu. Publikowane są w nim artykuły naukowe, recenzje, materiały dotyczące historii Sopotu
. Pierwszym redaktorem naczelnym był Zygmunt Brocki.